# Преверавање
Преверавање, верско преобраћивање или верска конверзија (енгл. religious conversion) означава прелазак појединаца или група из једне у другу веру, односно религију (на пример – из хришћанства у ислам или обрнуто, из ислама у хришћанство). Током историје, верска преобраћивања су вршена уз употребу различитих средстава, од мирољубивог проповедања, до принудног или присилног преверавања.
У раздобљу између 6. и 9. века на просторима југоисточне Европе спроведено је преверавање Јужних Словена путем њиховог превођења из старе словенске вере у хришћанску веру. У раздобљу између 14. и 20. века у деловима југоисточне Европе по влашћу Османског царства спровођено је преверавање хришћана путем преобраћивања у ислам.
Један од најпознатијих случајева појединачног преверавања у историји српског народа догодио се 1902. године, када је бивша српска краљица Наталија Обреновић добровољно прешла из православне у римокатоличку веру. Током Другог светског рата, на подручју Независне Државе Хрватске је од 1941. до 1945. године спроведено масовно преверавање православних Срба путем принудног и насилног преобраћивања у римокатоличку веру.

## Абрахамске религије

### Хришћанство
Унутар хришћанства конверзија се на различите начине односи на три различита феномена: особа која постаје хришћанин а раније није била хришћанин; хришћанин који прелази из једне хришћанске деноминације у другу; посебан духовни развој, који се понекад назива „друго преобраћење“, или „преобраћење крштених“.
Преобраћење на хришћанство је верско преобраћење раније нехришћанске особе у неки облик хришћанства. Неке хришћанске секте захтевају потпуну конверзију за нове чланове, без обзира на историју других хришћанских секти, или из одређених других секти. Тачни захтеви варирају између различитих цркава и деноминација. Крштење се традиционално посматра као сакрамент пријема у хришћанство. Хришћанско крштење има неке паралеле са јеврејским урањањем у микву.
У Новом завету, Исус је заповедио својим ученицима у Великом налогу да „иду и учине следбеницима све народе“ [Matthew 28:19] [Mark 16:15]. Евангелизација — дељење јеванђељске поруке или „Добре вести“ делима и речима, је очекивање хришћана.

#### Поређење између протестаната
Ова табела резимира три протестантска веровања.
| Тема        | Калвинизам                                                  | Лутеранизам                                      | Арминијанизам                                               |
| ----------- | ----------------------------------------------------------- | ------------------------------------------------ | ----------------------------------------------------------- |
| Преобраћање | монергистично, кроз унутрашњи позив Светог Духа, неодољиво. | Монергистичан, кроз средства благодати, отпорно. | Синергијски, отпорно због заједничке милости слободне воље. |

#### Покрет светаца последњих дана
Велики део теологије крштења светаца последњих дана установљен је током раног Покрета светаца последњих дана који је основао Џозеф Смит, Млађи. Према овој теологији, крштење мора бити потапањем, ради опроштења грехова (што значи да су кроз крштење прошли греси опроштени), а дешава се након што је неко показао веру и покајање. Мормонско крштење нема намеру да опрости било какве грехе осим личних, пошто присталице не верују у првобитни грех. Крштења светаца последњих дана такође се дешавају тек након „доба одговорности“ које се дефинише као старост од осам година. Теологија стога одбацује крштење новорођенчади.
Поред тога, теологија светаца последњих дана захтева да се крштење може обавити само са оним кога је Бог позвао и заредио са свештенством. Пошто цркве покрета светаца последњих дана раде под лаичким свештенством, децу одгајану у мормонској породици обично крсти отац или близак мушки пријатељ или члан породице који је стекао службу свештеника, која се додељује достојним мушким члановима у најмање 16 година у ЛДС цркви.
Крштење се сматра симболичним за Исусову смрт, сахрану и васкрсење, а такође је симболично за крштеног појединца који одбацује природног или грешног човека и постаје духовно поново рођен као Исусов ученик.
Чланство у цркви светаца последњих дана даје се само крштењем без обзира на то да ли је особа одгајана у цркви или не. Цркве светаца последњих дана не признају крштења других вера као валидна, јер верују да се крштења морају обављати под јединственим ауторитетом цркве. Тако се крштавају сви који у неку од вера светаца последњих дана долазе као преобраћеници, чак и ако су претходно примили крштење у другој вери.
Када врше крштење, свеци последњих дана изговарају следећу молитву пре вршења обреда:
Пошто сам добио задатак од Исуса Христа, ја вас крстим у име Оца и Сина и Светога Духа. Амин.
Крштења унутар и изван храмова обично се обављају у крстионици, иако се могу обавити у било којој води у коју особа може бити потпуно уроњена. Особа која врши крштење мора тачно да чита молитву и да урони сваки део, уд, косу и одећу особе која се крсти. Ако има грешака, или ако неки део особе која се крсти није потпуно уроњен, крштење се мора поновити. Поред крштеника, крштењу сведоче и два члана цркве како би се уверили да се оно правилно обавља.

### Ислам
Прелазак на ислам захтева проглашење шахаде, муслиманског исповедања вере („нема Бога осим Алаха; Мухамед је Алахов посланик“). У исламској религији се верује да је свако по рођењу муслиман. У исламу, обрезивање се сматра сунетским обичајем и никада се не помиње у Курану. Већина клерикалних мишљења сматра да обрезивање није потребно при уласку у муслиманску веру. У сунитском огранку ислама, школе Шафија и Канбалија сматрају и мушко и женско обрезивање законски обавезним за муслимане, док школе Малики и Ханафи сматрају га необавезујућим и само препорученим.

### Јудаизам
Обраћење у јудаизам је верско преобраћење нејевреја да постану припадници јеврејске религије и јеврејске етнорелигијске заједнице. Процедура и захтеви за конверзију зависе од спонзорске деноминације. Конверзија у складу са процесом деноминације није гаранција признавања од стране друге деноминације. Формално преобраћење понекад спроводе појединци чије је јеврејско порекло доведено у питање, чак и ако су одгајани као Јевреји, али се заправо не могу сматрати Јеврејима према традиционалном јеврејском закону.
Још у 6. веку, Источно римско царство и калиф Омар ибн Хатаб издавали су декрете против преласка у јудаизам, наговештавајући да се то још увек дешавало.
У неким случајевима, особа може одустати од формалног преласка на јудаизам и усвојити нека или сва веровања и праксе јудаизма. Међутим, без формалног преобраћења, многи веома пажљиви Јевреји ће одбацити јеврејски статус преобраћеника.